# Queen Elizabitch
Queen Elizabitch — второй студийный альбом рэперши Cupcakke, выпущенный 31 марта 2017 года через TuneCore. Все тексты песен на альбоме написаны лично исполнительницей.
В поддержку альбома 24 февраля был впущен сингл «Cumshot», видеоклип на который был выпущен 10 марта; также музыкальные видео были сняты для песен «Reality Pt. 4», «Quick Thought», «CPR», «Biggie Smalls», «33rd», «Barcodes» и «Scraps».
Пластинка получила положительные отзывы критиков, а также попал на семнадцатую позицию в список «40 лучших рэп-альбомов 2017 года» по версии журнала Rolling Stone.
8 апреля альбом был удален со всех цифровых платформ из-за несоответствия авторских прав, однако вернулся через несколько дней.

## Список композиций
| №                   | Название            | Длительность |
| ------------------- | ------------------- | ------------ |
| 1.                  | «Scraps»            | 3:24         |
| 2.                  | «33rd»              | 3:40         |
| 3.                  | «CPR»               | 3:28         |
| 4.                  | «Author»            | 3:24         |
| 5.                  | «Quick Thought»     | 3:25         |
| 6.                  | «Biggie Smalls»     | 3:51         |
| 7.                  | «Barcodes»          | 3:01         |
| 8.                  | «Cumshot»           | 3:29         |
| 9.                  | «Civilized»         | 3:01         |
| 10.                 | «Toys "R" Us»       | 2:29         |
| 11.                 | «Tarzan»            | 3:05         |
| 12.                 | «Reality, Pt. 4»    | 2:34         |
| Общая длительность: | Общая длительность: | 38:52        |